# Айде, Алексис
Алексис Айде (лат. Aleksis Aide, 3 февраля 1888, Санкт-Петербург, Российская империя — ?) — российский легкоатлет, выступавший в спортивной ходьбе. Участник летних Олимпийских игр 1912 года.

## Биография
Алексис Айде родился 3 февраля 1888 года в Санкт-Петербурге. По национальности латыш.
Выступал в легкоатлетических соревнованиях за 1-ю Рижскую ассоциацию велосипедистов.
В 1912 году вошёл в состав сборной России на летних Олимпийских играх в Стокгольме. В полуфинале ходьбы на 10 км занял последнее среди финишировавших 9-е место, показав результат 59 минут 24,2 секунды и уступив попавшему в финал с 5-го места Фредерику Кайзеру из США.
Наряду с Карлом Лукком и Эдуардом Херманом, выступавшими в той же дисциплине, был в числе первых спортивных ходоков, представлявшим Россию на Олимпийских играх.
О дальнейшей жизни данных нет.